# Freedom Tower (Miami)
Pour le gratte-ciel de New York, voir One World Trade Center.
La Freedom Tower est un bâtiment situé à Miami, dans l'État de Floride. Il a servi à abriter les immigrants Cubain fuyant la Révolution et est aujourd'hui un monument dédié à cette mémoire, abritant le musée des Cubains-Américains. Il est situé au 600 Biscayne Boulevard. Le 10 septembre 1979, le monument a été ajouté à la US National Register of Historic Places.